# Saurauia magnifica
Saurauia magnifica är en tvåhjärtbladig växtart som beskrevs av D.D. Soejarto. Saurauia magnifica ingår i släktet Saurauia och familjen Actinidiaceae. Inga underarter finns listade i Catalogue of Life.